# Lythrypnus crocodilus
Lythrypnus crocodilus är en fiskart som först beskrevs av Charles William Beebe och Tee-van 1928.  Lythrypnus crocodilus ingår i släktet Lythrypnus och familjen smörbultsfiskar. Inga underarter finns listade i Catalogue of Life.